# Премія «Сезар» за найкращий короткометражний документальний фільм
Премія «Сезар» за найкращий короткометражний документальний фільм (фр. César du meilleur court métrage documentaire) — одна з нагород Академії мистецтв та технологій кінематографа Франції у рамках національної кінопремії «Сезар», яку присуджували з 1977 по 1991 роки включно. З 1992 року короткометражні документальні фільми представлені в категорії: Найкращий короткометражний фільм, нарівні з ігровими й анімаційними стрічками. 2007 року була заснована категорія за найкращий документальний фільм, в якій представлені повнометражні документальні фільми.

## Лауреати та номінанти
Імена переможців виділено окремим кольором

### 1970-і
| Церемонія   | Фільм (оригінальна назва)                     | Українська назва                | Режисер(и)                          |
| ----------- | --------------------------------------------- | ------------------------------- | ----------------------------------- |
| 2-га (1977) | • Une histoire de ballon: Lycée n° 31 Pékin   | Історія кулі: Школа № 31, Пекін | Марселін Лорідан Івенс, Йоріс Івенс |
| 2-га (1977) | • L'eruption de la montagne pelée             |                                 | Маноло Отеро                        |
| 2-га (1977) | • Hongrie vers quel socialisme?               |                                 | Клод Вайз                           |
| 2-га (1977) | • L'atelier de Louis                          | Майстерня Луї                   | Дідьє Пурсель                       |
| 2-га (1977) | • Les murs d'une révolution                   | Стіни революції                 | Жан-Поль Декісс                     |
| 2-га (1977) | • Réponses de femmes: Notre corps, notre sexe | Відповідь жінок                 | Аньєс Варда                         |
| 3-тя (1978) | • Le Maréchal Ferrant                         | Маршал Ферран                   | Жорж Рук'є                          |
| 3-тя (1978) | • Ben Chavis                                  | Бен Чавіс                       | Жан-Даніель Сімон                   |
| 3-тя (1978) | • La loterie de la vie                        | Лотерея життя                   | Гі Жиль                             |
| 3-тя (1978) | • Naissance                                   | Народження                      | Фрідерік Ле Бойєр                   |
| 3-тя (1978) | • Samarang                                    | Семаранг                        | Рафі Тумайян                        |
| 4-та (1979) | • L'arbre vieux                               | Старе дерево                    | Анрі Молін                          |
| 4-та (1979) | • Chaotilop                                   |                                 | Жан-Луї Грос                        |
| 4-та (1979) | • Tibesti Too                                 |                                 | Раймон Депардон                     |
| 5-та (1980) | • Petit Pierre                                | Маленький П'єр                  | Еммануель Кло                       |
| 5-та (1980) | • Georges Demeny                              | Жорж Демені                     | Жоель Фарж                          |
| 5-та (1980) | • Le sculpteur parfait                        | Бездоганний скульптор           | Рафі Тумайян                        |
| 5-та (1980) | • Panoplie                                    | Обладунки (Арсенал)             | Філіп Гошеран                       |

### 1980-і
| Церемонія    | Фільм (оригінальна назва)                                                    | Українська назва                               | Режисер(и)                               |
| ------------ | ---------------------------------------------------------------------------- | ---------------------------------------------- | ---------------------------------------- |
| 6-та (1981)  | • Le miroir de la terre                                                      | Дзеркало землі                                 | Даніель Абсіль, Поль де Рубе             |
| 6-та (1981)  | • Abel Gance, une mémoire de l'avenir                                        | Абель Ганс, пам'ять про майбутнє               | Лоран Дранкур, Тьєррі Фійяр              |
| 6-та (1981)  | • Dorothea Tanning - Insomnia                                                | Доротея Таннін — Безсоння                      | Петер Шамоні                             |
| 7-ма (1982)  | • Reporters                                                                  | Репортери                                      | Раймон Депардон                          |
| 7-ма (1982)  | • Ci-gisent                                                                  | Брехня                                         | Валері Монкорже                          |
| 7-ма (1982)  | • Solange Giraud, née Tache                                                  |                                                | Сімона Біттон                            |
| 8-ма (1983)  | • Junkopia                                                                   |                                                | Кріс Маркер                              |
| 8-ма (1983)  | • L'ange de l'abîme                                                          | Ангел безодні                                  | Анні Треґот                              |
| 8-ма (1983)  | • Los montes                                                                 | Гори                                           | Хосе Марія Мартін Сармієнто              |
| 8-ма (1983)  | • Sculptures sonores                                                         | Звукові скульптури                             | Жак Барсак                               |
| 9-та (1984)  | • Ulysse                                                                     | Улісс                                          | Аньєс Варда                              |
| 9-та (1984)  | • Je sais que j'ai tort mais demandez à mes copains ils disent la même chose | Я знаю, що помиляюся але запитаєте моїх друзів | П'єр Леві                                |
| 9-та (1984)  | • La Vie au bout des doigts                                                  |                                                | Жан-Поль Жанссен                         |
| 10-та (1985) | • La nuit du hibou                                                           | Життя на кінчиках ваших пальців                | Франсуа Дюпейрон                         |
| 10-та (1985) | • L'écuelle et l'assiette                                                    | Миска і тарілка                                | Рауль Россі                              |
| 10-та (1985) | • Hommage à Dürer                                                            | Посвячення Дюрера                              | Жерар Самсон                             |
| 11-та (1986) | • New York N.Y.                                                              | Нью-Йорк, N.Y.                                 | Раймон Депардон                          |
| 11-та (1986) | • La boucane                                                                 |                                                | Жан Ґумі                                 |
| 11-та (1986) | • C'était la dernière année de ma vie                                        | Це був останній рік мого життя                 | Клод Вайз                                |
| 11-та (1986) | • Un petit prince                                                            | Маленький принц                                | Радован Тадич                            |
| 12-та (1987) | Нагороду в цій категорії не присуджували                                     | Нагороду в цій категорії не присуджували       | Нагороду в цій категорії не присуджували |
| 13-та (1988) | • L'été perdu                                                                | Втрачене літо                                  | Домінік Терон                            |
| 13-та (1988) | • Pour une poignée de Kurus                                                  |                                                | Крістіан Рембо                           |
| 14-та (1989) | • Chet's romance                                                             | Роман Чета                                     | Бертран Февр                             |
| 14-та (1989) | • Classified People                                                          |                                                | Іоланда Зоберман                         |
| 14-та (1989) | • Devant le mur                                                              | Біля стіни                                     | Дейзі Ламот                              |
| 15-та (1990) | • Chanson pour un marin                                                      | Пісня для моряка                               | Бернар Обуї                              |
| 15-та (1990) | • Le faucon de Notre-Dame                                                    | Яструб з Нотр-Дама                             | Клод Фарні                               |

### 1990-і
| Церемонія    | Фільм (оригінальна назва) | Українська назва | Режисер(и)    |
| ------------ | ------------------------- | ---------------- | ------------- |
| 16-та (1991) | • La valise               | Валіза           | Франсуа Амаду |
| 16-та (1991) | • Tai ti chan             | Тай ті чан       | Чі Ян Вонг    |